# Domješići
Domješići su naseljeno mjesto u općini Čajniču, Republika Srpska, BiH. Nalaze se uz zapadnu obalu rječice Radojne. Todorovići su nizvodno.
Godine 1985. pripojeni su naselju Todorovićima (Sl. list SRBiH 24/85).

## Stanovništvo
| Narod     | Popis 1961. | Popis 1971. | Popis 1981. |
| --------- | ----------- | ----------- | ----------- |
| Hrvati    |             |             |             |
| Muslimani |             |             |             |
| Srbi      | 83          | 70          | 48          |
| ostali    |             | 1           |             |
| Ukupno    | 83          | 71          | 48          |